# 想婚頭/LUCKY☆STAR
《想婚頭／LUCKY☆STAR》，日本女性創作歌手大塚愛的第20張單曲。2010年4月7日發行。

## 簡介
前作《掰掰》約1年零1個月之後發行。是自《水母、流星》1年零7個月之後的首張新單曲（《掰掰》為專輯後發單曲）。大塚愛的第4張雙A面單曲。
「想婚頭」（ゾッ婚ディション）是由（認真、打心底裡）、（條件）三此合成的詞語。是一首表達了女性對婚姻的渴望心情的歌曲。被用作大塚愛本人親自出演的朝日啤酒批發飲品「Slat」的電視廣告歌曲。
「LUCKY☆STAR」是富士網轉播2010年溫哥華冬奧會的主題曲，是奧運選手對應援歌。

## 收錄曲目
全 作詞、作曲：愛；編曲：愛×Ikoman

### CD
1. 想婚頭
  - 大塚愛本人出演的朝日啤酒批發「Slat」的電視廣告歌曲
2. LUCKY☆STAR
  - 富士系2010年溫哥華冬奧會轉播主題曲
3. 想婚頭（Instrumental）
4. LUCKY☆STAR（Instrumental）

### DVD
1. 想婚頭（Music Clip）
2. LUCKY☆STAR（Music Clip）

## 外部連結
- 唱片介紹